# Тихонов, Михаил Васильевич
Михаил Васильевич Тихонов (21 января 1900 — июль 1985, Москва) — советский организатор кинопроизводства, киновед, педагог. Заслуженный работник культуры РСФСР (1965).

## Биография
В кино с 1923 года, работал на киностудиях «Межрабпом-Русь», «Межрабпомфильм», «Союздетфильм». В 1939 году был назначен заместителем начальника Главного управления по производству художественных фильмов Комитета по делам кинематографии при СНК СССР. Член КПСС с 1939 года.
В 1941—1944 годах — директор Центральной объединенной киностудии в Алма-Ате (ЦОКС). В Алма-Ате доснимались начатые на разных студиях фильмы «Котовский», «Машенька», «Свинарка и пастух». За военные годы ЦОКС выпустил 23 полнометражных и десяток короткометражных кинокартин, что составляло 80% всей кинопродукции страны. На ЦОКСе С. М. Эйзенштейн снял фильм «Иван Грозный». 29 марта 1945 года режиссёр написал в своём благодарственном письме:

Лучшему другу «Ивана Грозного», лучшему другу его автора, лучшему директору студии за 20 лет моей работы в кино, дорогому Михаилу Васильевичу Тихонову, энергии и энтузиазму которого мы обязаны тем, что свершилось чудо: фильм оказался снятым в самые тяжкие годы войны, в далёкой Алма-Ате.
В 1944—1946 годах — заместитель, а затем — начальник Главного управления по производству фильмов Комитета по делам кинематографии при СНК СССР, в 1946—1947 годах — начальник 2-го Главного управления по производству художественных фильмов Министерства кинематографии СССР.
В 1947—1969 годах — директор киностудии «Центрнаучфильм».
В 1950—1959 годах преподавал во ВГИКе, заведовал кафедрой экономики кинематографии.
Автор статей по вопросам экономики и технологии кинопроизводства, проблемам научно-популярного кинематографа, книги «Кино на службе науки» (1954).
Награждён тремя орденами Трудового Красного Знамени (1944, 1950, ?) орденом «Знак Почёта».